# Alenka Ermenc
Alenka Ermenc, née le 5 septembre 1963 est un général slovène. En 2018, elle est nommée chef d'état-major de l'Armée slovène, ce qui en fait la première femme à ce poste en Slovénie et au sein de l'OTAN.

## Carrière militaire
En janvier 2006, elle est devenue commandant du 5e bataillon de renseignement de l'Armée slovène, devenant ainsi première femme commandant du bataillon de l'Armée slovène. 
En mai 2009, elle est devenue chef du personnel de l'État-major des forces armées slovènes . En juin de la même année, elle a été envoyée en mission de six mois au Kosovo, au sein de la KFOR. 
Le 13 mai 2011, elle a été promue au rang de brigadier des forces armées slovènes; le 15 mai de la même année, la ministre de la Défense, Ljubica Jelusic, lui a officiellement remis l'acte de nomination lors de la célébration officielle du 20e anniversaire des Forces armées slovènes.à Cerklje ob Krki.   
En 2018, elle a été nommée chef-adjoint de l'État-major des forces armées slovènes. 
Le 23 novembre 2018, le Président de la République Borut Pahor l'a promue au grade de général de division - le grade le plus élevé pour une femme dans les forces armées slovènes. Le 27 novembre 2018, Karl Erjavec, ministre de la Défense, a confirmé qu'Alenka Ermenc serait nommée 8e chef de l'État-major général de l'Armée slovène, devenant ainsi la première femme au monde à occuper un poste aussi élevé. 

## Formation
Alenka Ermenc est diplômée de la faculté des sciences politiques de Ljubljana et du King's College de Londres.  

## Vie privée
Elle est mère de trois enfants.

## Décorations
- médaille de bronze du Général Maister avec des épées
- médaille d'argent de l'Armée slovène
- signe commémoratif Premik 1991
- signe commémoratif du dixième anniversaire de la guerre pour la Slovénie

## Sources et notes
1. ↑   (sl) « Armée slovène - Troupes de combat du bataillon du renseignement et de la reconnaissance de la SAF, p. 7 » [PDF]
2. ↑   (sl) « Ljelusic.blogspot.com » [« Cotes des femmes ou égalité des chances? »]
3. ↑   (sl) « 'Z manj sredstvi več nalog' » [« Avec moins de fonds, plus de tâches »], sur 24ur.com, 12 mai 2009
4. ↑   (sl) « Türk: Slovenija ima vojsko, na katero je lahko ponosna » [« La Slovénie a une armée dont elle peut être fière »], sur Dnevnik, 15. mai 2011 (consulté le 31 août 2019)
5. ↑   Slovenskavojska.si - Cerklje ob Krki célèbre le 20e anniversaire de l'opération de l'armée en Slovénie indépendante et du Jour des forces armées slovènes
6. ↑  « Na dan Rudolfa Maistra Slovenija dobila prvo generalko Alenko Ermenc », MMC RTV-SLO,‎ 23 novembre 2018 (lire en ligne, consulté le 23 novembre 2018)
7. ↑  « Acteurs publics "Une femme nommée cheffe d’état-major des forces armées slovènes" »(Archive.org • Wikiwix • Archive.is • Google • Que faire ?), acteur publics, 28 novembre 2018 (consulté le 8 mars 2019)
8. 1 2  François d’Alançon, « En Slovénie, une femme aux commandes de l’armée », sur lacroix.fr, La Croix, 28 novembre 2018 (consulté le 31 août 2019)